# Inname van Kortrijk
De Inname van Kortrijk was tijdens de Tachtigjarige Oorlog een inname van de stad Kortrijk in de nacht van 26 februari op 27 februari, 1580, door malcontenten onder leiding van Emanuel Filibert van Lalaing ('Montigny') door middel van een list. Montigny had een brief in handen gekregen met een verzoek om versterking; deze moesten om onbekende redenen 's nachts binnen worden geleid. Op het verwachte tijdstip kon Montigny en zijn troepen probleemloos de stad binnen trekken.

## Achtergrond
Sinds 12 februari 1578 zetelden de staatsen en calvinisten op het stadhuis van Kortrijk. Op 21 oktober 1579 had Henry Balfour met drie Schotse- en vier Vlaamse vendels Menen heroverd op de malcontenten nadat deze stad eerder dat jaar door hen ingenomen was. Ze hadden de bezetting uit de stad kunnen jagen zonder verliezen. Aanvankelijk waren zij nog tolerant geweest voor de katholieken, maar al na twee weken kwam een omslag. Nonnen moesten het gewaad afleggen en mochten slechts zieken verplegen, kapellen werden afgebroken. Tijdens hun verblijf waren alle kloosters verwoest en de kerken geplunderd. Montigny had met een bestorming Mortagne in handen van de malcontenten gekregen, Saint-Amand volgens verdrag, evenals het kasteel van Antoing, niet ver van Doornik. François de La Noue was vanuit Frankrijk teruggekeerd en wist de opmars van malcontenten te stuiten die aanslagen op Doornik, Bouchain en Kamerijk hadden gepleegd. Wel werden omliggende dorpen geplunderd. De staatsen uit Brussel plunderden op hun beurt weer Nijvel en Avennes, waarbij zij Glymes en De Noyelles gevangen hadden genomen. De magistraat van Kortrijk beschreef deze jaren met enige regelmaat als "desen benauden, dangereusen tyt". Met deze schermutselingen op de achtergrond had de heer van Pottelsbergen de Staten-Generaal om versterking verzocht, aangezien Kortrijk het moest stellen met drie vendels Schotten om de stad te verdedigen. De burgers hadden daarentegen absoluut geen behoefte aan nog meer krijgsvolk binnen de muren.

## Inname
De brief van Pottelsbergen was in handen van de malcontenten gevallen. Zij waren de mislukte aanslag op Kortrijk in het voorgaande jaar nog niet vergeten en besloten met deze nieuwe poging de stad met een list aan te vallen. Pottelsbergen had de steuntroepen in de nacht (wegens onbekende reden) binnen de stad willen leiden. Deze "versterkingen" kwamen echter in de vorm van een aantal vendels Walen binnentrekken. Te laat bemerkte men binnen de poorten hun vergissing. De Schotse vendels boden nog dapper weerstand tegen de inval, maar zij bleken niet opgewassen tegen de overmacht. Er werd vooral zwaar gevochten aan de Rijselsepoort en op de Grote Markt. De stad viel opnieuw ten prooi aan plunderingen en wreedheden. De Fransciscus Lansbergen, de laatste predikant van Kortrijk, was over de muren gesprongen en op de vlucht geslagen. Hij wist zodoende zijn leven te redden. De ouderling Simeon van Torre werd gevangengenomen en hadden hem zijn baard uitgetrokken en hem daarna in een kerker geworpen waar hij stierf.

## Nasleep
Jacob Tsantele was een van de eerste priesters die terugkeerde, nu als deken van de Onze-Lieve Vrouwekerk. Hij zou op 30 maart 1580 naar Namen reizen om in naam van het stadsbestuur met Parma over de reconciliatie van Kortrijk te onderhandelen. Twee dagen na de inname werden de volwassen mannen opgeroepen om voor het stadhuis te verschijnen. Burgers die de koning niet trouw wilden zweren werden verbannen. Mogelijk verlieten duizenden bewoners de stad, samen met de gezinnen uit Menen vestigden zij zich in Haarlem, waaronder het gezin van de bekende schilder en graveur Roelant Savery. De calvinist Wouter Wilge had zich maandenlang verstopt kunnen houden totdat hij werd ontdekt. Hij werd op de pijnbank gemarteld en daarna opgehangen omdat hij bleef weigeren zijn geloof af te staan.